# بلشون تفلقاني
البلشون التفلقاني أو بلشون ذهبي (الاسم العلمي: Ardeola ralloides) (بالإنجليزية: Squacco Heron)‏ يسمى أيضا واق أبيض هو نوع من الطيور يتبع جنس بلشون البحيرات من الفصيلة البلشونيات.

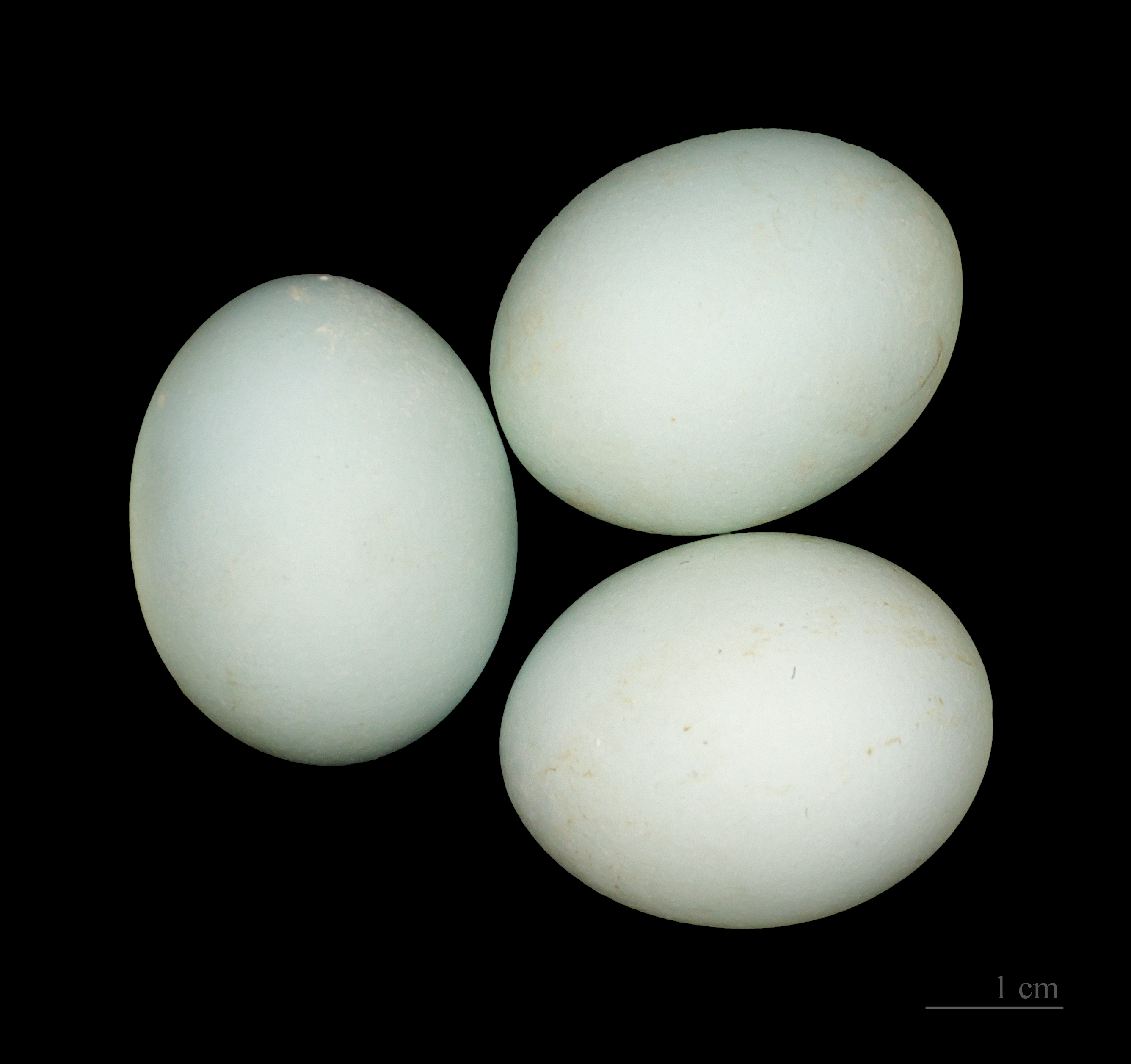
Ardeola ralloides

البلشون الذهبي طائر من طيور الماء والمستنقعات ويتواجد أيضاً عند شواطئ البحار والأنهار ومستنقعات القصب. ويغلب علية اللون الذهبي أو البرتقالي لكنه عندما يطير يظهر لون جناحيه الأبيضان ويرى من بعيد كأنه طير أبيض.
يفرخ في مجموعات صغيرة غير أنه يتواجد في غير أوقات التفريخ لوحده، ويفرخ في مستنقعات القصب وعلى الأشجار وعند البحيرات والأنهار.
يتغذى على الأسماك الصغيرة البرمائيات والحشرات.
ينتشر في الجزء الجنوبي من أوروبا وكذلك في إيران وتركيا والعراق خصوصاً في الصيف حيث يفرخ، لكنة يتواجد طوال العام في المستنقعات الشمالية من مصر شرق بور سعيد.

## وصلات خارجية
- الحيوان البري في البلاد العربية من الموسوعة العربية العالمية
- موقع طيور الكويت فيه صور لطائر الهدهد في الكويت وغيره من الطيور